# Genma Taisen
Genma Taisen (japanisch 幻魔大戦) ist eine Manga-Serie von Kazumasa Hirai, die 1967 in Japan erschienen ist. Von 1979 bis 1981 erschien eine Fortsetzung namens Genma Taisen: Shinwa Zenya no Shō. 2002 erschien eine Anime-Adaption von Studio E.G. Films.

## Inhalt
Ein bösartiger, dämonischer Stamm, der Genma genannt wird, hat die Menschen versklavt. Der Anführer der Genma namens Klnig Maoh befiehlt seiner Armee Hito-Frauen zu entführen, da sie besondere Mächte besitzen. Damit das Dorf in Sicherheit bleibt, bietet sich das Hito-Mädchen Non als Tribut an. Sie gebärt zwei männliche Zwillinge Jin und Loof. Der junge Jin wächst bei seiner Mutter auf und sein Bruder Loof bei den Genmas. Da die Zwillinge nur als Waffen benutzt wurden, möchten sie sich an ihrem Vater rächen.

## Veröffentlichung
Die Mangaserie wurde 1967 im Magazin Shōnen Magazine veröffentlicht. Die Kapitel wurden von Kodansha in 2 Sammelbänden veröffentlicht. Die Fortsetzung Genma Taisen: Shinwa Zenya no Shō startete 1979 im Magazin Gekkan Comic Ryū, wo das letzte Kapitel 1981 erschien.

## Anime
Der Anime wurde von E.G. Films produziert. Regie führte Tsuneo Tominaga und das Drehbuch schrieb Shozo Uehara. Das Charakterdesign stammt von Satoshi Hirayama, die künstlerische Leitung lag bei Hideto Nakahara.
Der Anime mit 13 je 25 Minuten langen Folgen lief vom 2. Juni 2002 bis 11. Mai 2002 auf AT-X.

### Synchronisation
| Rolle      | japanischer Sprecher (Seiyū) |
| ---------- | ---------------------------- |
| Jin        | Daisuke Namikawa             |
| Loof       | Kenji Nomura                 |
| König Maoh | Motomo Kiyokawa              |
| Meena      | Fumiko Orikasa               |
| Parome     | Tomoko Hirasuji              |

### Musik
Die Musik der Serie komponierte Hiroshi Motokura. Das Vorspannlied ist Setsunai Uta von Jils. Der Abspann ist unterlegt mit Tsuki no Shizuku, auch gesungen von Asami Katsura.

### Animefilm
1983 kam der Animefilm Genma Taisen heraus. Bei der Produktion von Madhouse führte Rintaro Regie. Die Drehbücher schrieben Chiho Katsura, Makoto Naito und Mori Masaki. Die Musik wurde komponiert von Nozomi Aoki. Katsuhiro Otomo war für das Charakterdesign verantwortlich und die Leitung der Animationsarbeiten hat Takamura Mukuo gemacht.